# インド国立フィルム・アーカイヴ
インド国立フィルム・アーカイヴ（インドこくりつフィルム・アーカイヴ、National Film Archive of India）は、かつてインド情報・放送省に存在したフィルム・アーカイヴ機関。本部はマハーラーシュトラ州プネーに置かれており、ムンバイ、バンガロール、コルカタ、ティルヴァナンタプラムに支部がある。

## 事業内容
それまではフィルムの保管事業は映画局と中央映画認証委員会が担当していたが、1961年に専従機関の設立が決定し、3年後の1964年に情報・放送省の独立部門として設立された。設立当初は予算や人材が十分に与えられないなど省内での扱いが小さく、また映画業界のフィルム・アーカイヴに対する認識が希薄だったこともあり、フィルムや関連資料（ポスター、スチール、歌本、パンフレット、レコード、カセット・テープ）の収蔵が難航した。しかし、国際フィルム・アーカイヴ連盟への加盟後は各国のフィルム・アーカイヴ機関との連携を進めて収蔵量を増やしていった。
NFAIはインドに6か所ある重要センターで毎月・隔週ごとにフィルムのスクリーニング・プログラムを行っており、1万本以上のフィルム、1万冊以上の書籍、1万本以上の脚本、5万点以上の写真を収蔵している。この他に実施している重要な活動として、1967年から本部・支部で古典的作品の月例上映会の実施、1968年に映画協会などの上映会用の配給ライブラリーを設置、1974年からはインド映画テレビ研究所と共同で映画鑑賞講座を開講するなど、教育・文化機関と連携した短期的・長期的な映画人材育成事業がある。また、国外の映画祭にアーカイヴしている古典作品のフィルムを提供するなどの交流事業も行っている。
2015年に新たなアーカイヴ事業として「ナショナル・フィルム・ヘリテージ・ミッション」を立ち上げ、5年間で1000本以上の長編映画と1000本以上の短編映画のフィルム修復及びデジタル・アーカイヴ化する計画を発表した。この事業には各言語映画の映画史家が参加してデジタル・アーカイヴ化する作品の選定基準の設定及び作品の推薦を行い、5年間で60億ルピーの予算を投じることになっている。
2020年12月にNFAIの機能をインド国立映画開発公社に統合することが決定し、2022年3月にNFAIは廃止された。

## アーカイヴ基準
フィルムの収蔵は国立フィルム・アーカイヴ諮問委員会が定めた基準を満たした作品を対象としており、以下の9基準が定められている。
1. 1955年以前に製作された全インド映画
2. 国家映画賞受賞作品
3. 興行的に成功した作品
4. 国外の国際映画祭やインド国際映画祭「インド映画パノラマ」部門で上映された作品
5. インド国立映画開発公社が融資した作品
6. 著名な文学作品の翻案
7. インド映画のジャンル（神話・歴史・社会・家族劇・スタント映画・児童映画）を代表する作品
8. ニュース映画、ドキュメンタリー映画、短編映画
9. 国外の主要な映画製作者の作品、国外の古典的名作（国家的スタイルやジャンルを代表する作品を含む）